# Заґроби (Мазовецьке воєводство)
Заґроби (пол. Zagroby) — село в Польщі, у гміні Маґнушев Козеницького повіту Мазовецького воєводства.
Населення — 111 осіб (2011).
У 1975—1998 роках село належало до Радомського воєводства.

## Демографія
Демографічна структура станом на 31 березня 2011 року:
|          | Загалом | Допрацездатний вік | Працездатний вік | Постпрацездатний вік |
| -------- | ------- | ------------------ | ---------------- | -------------------- |
| Чоловіки | 54      | 12                 | 36               | 6                    |
| Жінки    | 57      | 9                  | 34               | 14                   |
| Разом    | 111     | 21                 | 70               | 20                   |